# Повернути час назад
«Повернути час назад» («Les Temps qui changent») — французький кінофільм 2004 року, знятий режисером Андре Тешіне, з Катрін Денев і Жераром Депардьє у головних ролях.

## Сюжет
Інженер Антуан приїжджає до Танжеру контролювати будівництво сучасного телецентру. Але його мало цікавить робота, вся увага Антуана зосереджена на провідній вечірній музичній програмі на місцевому радіо Сесіль. Тридцять років тому вони мали роман. Тепер у Сесіль є сім'я: чоловік, процвітаючий лікар, до якого вона давно вже не відчуває жодних почуттів, дорослий син, який живе в Парижі і зрідка відвідує матір.

## У ролях
- Катрін Денев: Сесіль
- Жерар Депардьє: Антуан Лаво
- Жильбер Мелкі: Натан
- Малік Зіді: Самі
- Любна Азабаль: Надя/Айча
- Таня Лоперт: Рейчел Майєр
- Набіла Барака: Набіла
- Джабір Еломрі: Саїд
- Надем Рачаті: Білал

## Знімальна група
- Режисер: Андре Тешіне
- Сценаристи: Андре Тешіне, Паскаль Боніцер
- Оператор: Жюльєн Ірш
- Продюсери: Бенедикт Беллок, Паулу Бранку